# Nils Danielsen
Nils Danielsen, född 28 november 1889 i Stockholm, död 8 april 1978 i Nora, var en svensk industriman, bergsingenjör och bruksdisponent. Son till grosshandlaren Johannes Danielsen och hans hustru Louise, född Hamberg. 
Nils Danielsen tog studentexamen i Stockholm 1908, varefter han genomgick Tekniska högskolan (KTH) och 1913 utexaminerades som bergsingenjör. Därefter var han verksam vid Hofors bruk 1913–1916, Guldsmedshytte bruks AB 1916–1918 och under åren 1918–1928 överingenjör vid Hellefors bruk. 
Danielsen var disponent i Hällekis från 1928, vice VD vid Skånska Cement 1936–1943 och under åren 1943–1956 VD vid Uddeholms AB. Ordförande i Industriförbundet 1947–1949, i Pappersbruksföreningen 1955–1960 och i Exportföreningen 1956–1962. Han invaldes i Lantbruksakademien 1953 och utsågs till teknologie hedersdoktor vid KTH 1957.

## Utmärkelser
- Kommendör med stora korset av Nordstjärneorden, 6 juni 1956.[1]